# Mauren
Mauren (wymowa niemieckaⓘ) – gmina (Politische Gemeinde) w Liechtensteinie, w regionie Unterland.

## Geografia
Gmina Mauren położona jest w północno-wschodniej części Liechteinsteinu. Obejmuje powierzchnię 7,49 km². Na południu i zachodzie graniczy z Eschen, a na północy z Schellenbergiem. Gmina nie posiada żadnej eksklawy. Południowo-zachodnią część gminy zajmuje zbocze masywu Saroja pokryte lasem. Poniżej zbocza znajduje się główny ciąg komunikacyjny w Liechtensteinie, trasa łącząca szwajcarski Buchs z austriackim Feldkirch i przecinająca Liechtenstein. Równolegle do niej biegnie linia kolejowa ÖBB Feldkirch – Buchs.
Przy samej granicy z Austrią znajduje się wieś Schaanwald, należąca do gminy.
Centralną część gminy zajmują obszary rolnicze i przemysłowe, które przecina strumień Esche, wpadający do Renu. W północnej części gminy leży sama gmina Mauren, położona częściowo na południowym zboczu Eschnerberga.

## Historia
Pierwsze wzmianki o Mauren pochodzą z 1178 roku, gdzie miejscowość nazywano Muron. Historycy przypisują pochodzenie nazwy od staroniemieckiego Muor, co oznacza „stojąca woda, wrzosowisko, staw”.
Znaleziska archeologiczne wskazują na wczesne zasiedlenie tego obszaru już w epoce brązu. Później dawna ludność tych obszarów została zastąpiona przez Celtów. W 15 r. n.e. Rzymianie podbili ten obszar, po czym rządzili nim przez około 450 lat. W gminie można odnaleźć pozostałości tej epoki takie jak: drogi rzymskie i dwór w Schaanwaldzie. Ślady rzymskie znaleziono również podczas wykopalisk w kościele. Badania wykazują, że pierwszy kościół został zbudowany na placu obecnego już w VII wieku. W tym czasie osiedlali się na tych ziemiach osadnicy germańscy.
W średniowieczu Mauren było własnością różnych możnowładców, czy klasztorów i przechodziła z jednego na drugiego. Stary i zniszczony kościół został zastąpiony w 1842 r. nowym, przestronnym zbudowanym w stylu klasycystycznym. Kościół św. Piotra i Pawła (Peter und Paul) został odnowiony w latach 1986–1988, a wnętrze kościoła zostało przeprojektowane.
Do połowy ubiegłego stulecie prawie cała ludność trudniła się rolnictwem i gmina była całkowicie samowystarczalne. Stoki wychodzące na południe były w dużej mierze obsadzone winoroślami. Po drugiej wojnie światowej rozpoczęła się intensywna industrializacja, która zmieniła nawyki ludzi i spowodowała gwałtowny wzrost liczby ludności. Mauren jest szóstą co do wielkości gminą w kraju pod względem liczby mieszkańców.
To właśnie w Mauren, a dokładniej we wiosce Schaanwald istniała firma Contina AG, która w latach 1949–1971 produkowała kalkulatory „Curta”.

## Herb i flaga
Herb Mauren stanowi złoto-czarna tarcza ze złotymi insygniami symbolizującymi chrześcijańską historię Mauren – klucz i miecz. Barwy herbu i flagi nawiązują do barw Schellenberga, co przypomina o dawnej zależności między Mauren i Schellenbergiem.

## Zabytki
- kościół św. Piotra i Pawła (Peter und Paul) – XIX-wieczny w centrum Mauren
- Muzeum Mura w Schaanwaldzie – muzeum techniki.

## Osoby

### urodzone w Mauren
- Jürgen Berginz – bobsleista, uczestniczył w Zimowych Igrzyskach Olimpijskich 2010
- Fritz Kaiser – przedsiębiorca, inwestor i filantrop
- Peter Kaiser – jedna z najważniejszych postaci w historii Liechtensteinu, pedagog, historyk i polityk. Był autorem Historii Księstwa Liechtensteinu z 1846 roku. W 1848 roku przewodził pokojowym reformom w kraju, opracował konstytucję i reprezentował Liechtenstein we Frankfurckim Zgromadzeniu Narodowym. Został wybrany do Landtagu w 1849 roku. Jego idee znalazły zastosowanie w konstytucjach z 1849, 1862 i 1921 r. Uznawany za twórcę liechtensteińskiej tożsamości narodowej.
- Dominique Hasler – polityczka, od 2017 roku pełni funkcję ministra spraw wewnętrznych, edukacji i środowiska Liechtensteinu